# 통구멍과
통구멍과(Uranoscopidae)는 통구멍목에 속하는 조기어류과의 하나이다. 농어목으로 분류하기도 한다. 8개 속에 51종으로 이루어져 있다. 비늘통구멍과 얼룩통구멍, 민통구멍, 통구멩이, 푸렁통구멍, 큰얼룩통구멍, 황기통구멍, 큰무늬통구멍 등을 포함하고 있다.

## 하위 속
| - Astroscopus - Genyagnus - Gnathagnus - Ichthyscopus - Kathetostoma | - Pleuroscopus - Selenoscopus - 통구멍속 (Uranoscopus) - Xenocephalus |